# HMS Cromarty (J09)
Pour les articles homonymes, voir J09.
Le HMS Cromarty (pennant number J09)  est un dragueur de mines de la Classe Bangor lancé pour la Royal Navy (RN) et qui a servi pendant la Seconde Guerre mondiale.

## Conception
Le Cromarty est commandé dans le cadre du programme de la classe Bangor de 1939-40 le 28 août 1939 pour le chantier naval de Blyth Shipbuilding & Drydock Co. Ltd. à Blyth dans le Northumberland en Angleterre. La pose de la quille est effectuée le 12 juin 1940, le Cromarty est lancé le 24 février 1941 et mis en service le 13 décembre 1941.
La classe Bangor doit initialement être un modèle réduit de dragueur de mines de la classe Halcyon au service de la Royal Navy,. La propulsion de ces navires est assurée par 3 types de motorisation: moteur diesel, moteur à vapeur à pistons double ou triple expansions et turbine à vapeur. Cependant, en raison de la difficulté à se procurer des moteurs diesel, la version diesel a été réalisée en petit nombre.
Les dragueurs de mines de classe Bangor version Royal Navy à turbines déplacent 667 tonnes en charge normale. Afin de pouvoir loger les chaufferies, ce navire possède des dimensions plus grandes que les premières versions à moteur diesel avec une longueur totale de 53 mètres LHT, une largeur de 8,69 mètres et un tirant d'eau de 3,12 mètres. Ce navire est propulsé par 2 turbines à vapeur alimentées par 2 chaudières à tubes d'eau à 3 tambours Admiralty et entraînant deux arbres d'hélices. Les moteurs développent une puissance de 2 000 chevaux-vapeur (1 500 kW) et atteignent une vitesse maximale de 16 nœuds (30 km/h). Le dragueur de mines peut transporter un maximum de 163 tonnes de fioul qui lui donne un rayon d'action de 2 800 milles nautiques (5 200 kilomètres) à 10 nœuds (19 km/h).
Leur manque de taille donne aux navires de cette classe de faibles capacités de manœuvre en mer, qui seraient même pires que celles des corvettes de la classe Flower. Les versions à moteur diesel sont considérées comme ayant de moins bonnes caractéristiques de maniabilité que les variantes à moteur alternatif à faible vitesse. Leur faible tirant d'eau les rend instables et leurs coques courtes ont tendance à enfourner la proue lorsqu'ils sont utilisés en mer de face.
Les navires de la classe Bangor sont également considérés comme exigus pour les membres d'équipage, entassant plus de 60 officiers et matelots dans un navire initialement prévu pour un total de 40 hommes.
Les Bangors équipés de turbine à vapeur sont armés d'un canon anti-aérien de 12 livres 3-inch QF (76,2 mm) et d'un canon AA QF de 2 livres (40 mm). Sur certains navires, le canon de 2 livres est remplacé par un canon AA Oerlikon de 20 mm simple ou double, tandis que la plupart des navires sont équipés de quatre affûts Oerlikon simples supplémentaires au cours de la guerre. Pour les missions d'escortes, leur équipement de dragage de mines peuvent être échangé contre une quarantaine de grenades sous-marines.

## Histoire

### Seconde Guerre mondiale
Le 9 novembre 1942, le HMS Cromarty quitte Alexandrie en Égypte avec deux autres unités de la 14e flottille de dragage de mines, le HMS Cromer et le HMS Boston, afin de dégager la route pour un convoi côtier se dirigeant vers Bardia en libye. À la position géographique de 31° 27′ N, 27° 16′ E,à 46 milles nautiques (85 km) à l'ouest de Marsa Matruh, le Cromer fait exploser une mine magnétique du barrage italien "MM", posé dans la zone le 7 août 1942 par les destroyers Antonio Pigafetta  et Giovanni da Verazzano.
Le 12 juillet 1943, le sous-marin italien de classe Platino Bronzo est capturé au large de Syracuse, en Sicile, par les dragueurs de mines britanniques HMS Seaham, Boston, HMS Poole et le Cromarty . Le Bronzo est mis en service dans la Royal Navy sous le nom de HMS P 714. Le 29 janvier 1944, il est transféré aux Forces navales françaises libres sous le nom de Narval en 1944.
Le 23 octobre 1943, le Cromarty quitte l'archipel de La Maddalena à 6h35 avec les dragueurs de mines Seaham, Boston, Poole, HMS Kai, deux navires de la marine marchande et une vedette italienne. Vers 11h15, le Cromarty percute une mine marine et coule dans le détroit de Bonifacio, en Méditerranée, le 23 octobre 1943 à la position géographique probable de 41° 21′ N, 8° 58′ E. Le commandant est blessé dans le naufrage.

### Participation auxconvois
Le Cromarty a navigué avec les convois suivants au cours de sa carrière:
1. Convoi AP 3A
2. Convoi AP 3B
3. Convoi CM 32
4. Convoi EN 30
5. Convoi ME 27
6. Convoi MH 3
7. Convoi ST 17
8. Convoi TX 12

### Commandement
- Lieutenant (Lt.) Charles George Palmer (RNZNVR) du 2 novembre 1941 au 23 octobre 1943

Notes:
RNZNVR: Royal New Zealand Naval Volunteer Reserve